# Eta
Eta (chữ hoa Η, chữ thường η) tiếng Hy Lạp: ἦτα) là chữ cái thứ bảy của bảng chữ cái Hy Lạp. Trong hệ chữ số Hy Lạp, nó mang giá trị là 8. Các chữ cái xuất phát từ Eta gồm H trong bảng chữ cái Latin và chữ cái И trong bảng chữ cái Kirin.